# Seznam elektrarn v Avstriji
Seznam elektrarn v Avstriji.

## Hidroelektrarne
- Hidroelektrarna Annabrücke
- Hidroelektrarna Beljak
- Hidroelektrarna Edling
- Hidroelektrarna Feistritz-Ludmannsdorf
- Hidroelektrarna Ferlach-Maria Rain
- Hidroelektrarna Jochenstein
- Hidroelektrarna Kellerberg
- Hidroelektrarna Labot
- Hidroelektrarna Lebring
- Hidroelektrarna Paternion
- Hidroelektrarna Peggau
- Hidroelektrarna Rabenstein
- Hidroelektrarna Rosegg-St. Jakob
- Hidroelektrarna Schwabeck
- Hidroelektrarna Weinzödl